# آناتولی تیموفیف
آناتولی تیموفیف (اوکراینی: Анатолій Сергійович Тимофєєв؛ زادهٔ ۱۹ آوریل ۱۹۹۲) بازیکن فوتبال اهل اوکراین است.
از باشگاه‌هایی که در آن بازی کرده‌است می‌توان به باشگاه فوتبال دینامو کی‌یف اشاره کرد.